# Gulrypš

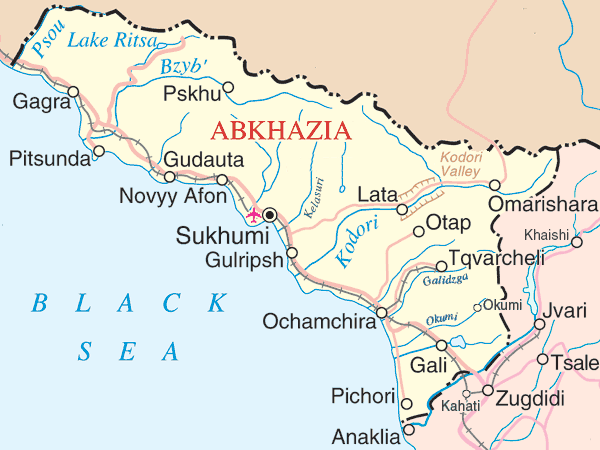
Gulripš na mapě, jihovýchodně od Suchumi

Gulrypš (abchazsky: Гәылрыԥшь; gruzínsky: გულრიფში (Gulripši); rusky: Гульрыпш (Gulrypš)) je malé městečko v separatistické Abcházii, jež je de facto nezávislá na Gruzii. Nachází se na pobřeží Černého moře 12 km jihovýchodně od abchazské metropole Suchumi a je správním střediskem gulrypšského rajónu. Povýšeno na město bylo v roce 1975.

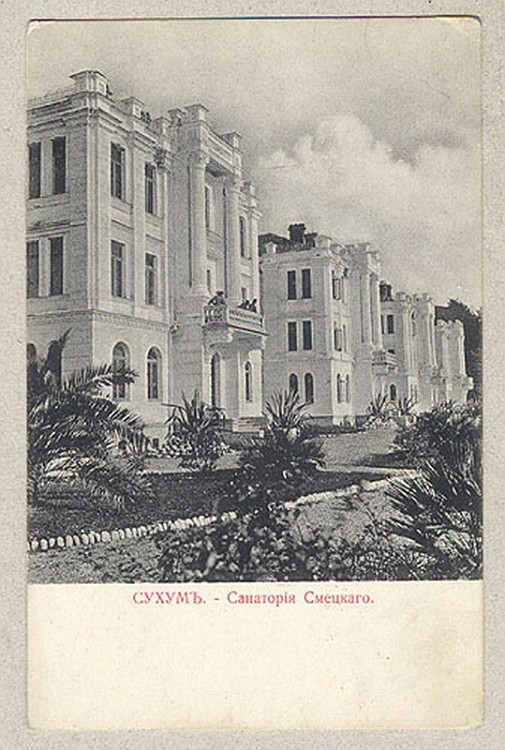
Smětskojovo sanatorium (poč. 20. století)

Jedná se o lázeňské město, jehož tři nejvýznamnější sanatoria vybudoval Nikolaj Smětskoj mezi léty 1902 a 1913, hlavně pro pacienty trpícími plicními chorobami.. Význam zde má i rekreace u moře.
V roce 2009 ve městě žilo 8200 obyvatel.